# Club d'Escacs Berguedà
El Club d'Escacs Berguedà és una entitat esportiva de Berga.
Fundat el 1934, desaparegué durant la Guerra Civil i no reaparegué fins al 1946. L'any 1951 fou el primer club català que organitzà un torneig obert d'escacs, que prengué el nom de Torneig Internacional Obert d'Escacs de Berga. L'última edició es disputà el 1996 i arribà a aplegar fins a 120 escaquistes d'arreu del món. També organitza el Torneig Ciutat de Berga.
El juny de 2009, amb motiu del seu 75è aniversari, organitzà un torneig de partides ràpides que tingué com a guanyador el jugador local Toni Picañol seguit de Maurici Tarragó del Club Escacs Sant Andreu.